# Destry (Moselle)
Destry település Franciaországban, Moselle megyében. Lakosainak száma 110 fő (2022. január 1.). Destry Achain, Baronville, Brulange, Landroff, Marthille és Suisse községekkel határos.

## Népesség
A település népességének változása:
| Lakosok száma | 123  | 100  | 82   | 90   | 88   | 89   | 94   | 95   | 101  | 110  |
|               | 1968 | 1982 | 1999 | 2006 | 2011 | 2015 | 2017 | 2018 | 2020 | 2022 |